# Mútne
Mútne je obec na Slovensku v okrese Námestovo ležící na úpatí Oravských Beskyd.

## Historie
První známá písemná zmínka o obci pochází z roku 1659. V obci je neogotický římskokatolický kostel svaté Marie Magdalény z 19. století.

## Geografie
Obec se nachází v nadmořské výšce 836 metrů a rozkládá se na ploše 64,45 km². K 31. prosinci roku 2017 žilo v obci 2 990 obyvatel.